# Volkmarsen
Volkmarsen je menší město v zemském okresu Waldeck-Frankenberg v Hesensku.
Leží na severním okraji plošiny Waldecker Tafel, která klesá do údolí řeky Diemel, zhruba 28 km severozápadně od Kasselu a 7 km severovýchodně od Bad Arolsen.

## Osobnosti
- Hans Schäfer, fotbalový reprezentant, mistr světa z roku 1954, sezónu 1947/48 odehrál za VfR Volkmarsen